# Gran Premio motociclistico di Gran Bretagna 1978
Il Gran Premio motociclistico di Gran Bretagna fu il decimo appuntamento del motomondiale 1978.
Si svolse il 6 agosto 1978 sul circuito di Silverstone, e corsero tutte le classi tranne la 50.
Prima gara della giornata fu quella della 350, nella quale Kork Ballington ottenne una facile vittoria. Il sudafricano si aggiudicò anche il titolo di Campione del Mondo della categoria.
La successiva gara della 125 fu caratterizzata dalla pioggia, caduta dopo pochi giri dall'inizio. Eugenio Lazzarini si accontentò della terza posizione (sufficiente per il titolo mondiale) lasciando vincere Ángel Nieto.
In 250 (con asfalto asciutto) si ritirarono sia Ballington che Gregg Hansford; passato in testa Tom Herron, a tre giri dalla fine fu sorpassato da Anton Mang.
Alla partenza della 500 il cielo si stava facendo sempre più nuvoloso, per iniziare a piovere dal quinto giro, allagando la pista. I piloti ritornarono ai box per cambiare pneumatici, e dopo il "valzer" dei pit-stop si trovava in testa Marco Lucchinelli, inseguito da Barry Sheene. A un certo punto, però, i cronometristi andarono in "tilt" assegnando la prima posizione dapprima a Steve Manship e poi a Kenny Roberts, con Lucchinelli quarto. Terminata la gara partì una valanga di reclami: la classifica emessa dagli organizzatori (convalidata dalla giuria internazionale solo in serata) dava primo Roberts, seguito da Manship, Sheene e Lucchinelli.
Chiuse la giornata la gara dei sidecar, nella quale Alain Michel ebbe ragione di Rolf Biland.
Il sabato prima del GP si era disputata una gara non iridata della categoria TTF1, nella quale Mike Hailwood si classificò terzo.

## Classe 500

### Arrivati al traguardo
| Pos. | Pilota            | Moto          | Tempo      | Punti |
| ---- | ----------------- | ------------- | ---------- | ----- |
| 1    | Kenny Roberts     | Yamaha        | 55' 56" 93 | 15    |
| 2    | Steve Manship     | Suzuki        | +8" 05     | 12    |
| 3    | Barry Sheene      | Suzuki        | +1' 06" 76 | 10    |
| 4    | Marco Lucchinelli | Suzuki-Cagiva | +1' 29" 35 | 8     |
| 5    | Teuvo Länsivuori  | Suzuki        | +1' 56" 98 | 6     |
| 6    | Gianni Rolando    | Suzuki        | +1 giro    | 5     |
| 7    | Johnny Cecotto    | Yamaha        | +1 giro    | 4     |
| 8    | John Newbold      | Suzuki        | +1 giro    | 3     |
| 9    | Takazumi Katayama | Yamaha        | +1 giro    | 2     |
| 10   | Virginio Ferrari  | Suzuki        | +1 giro    | 1     |
| 11   | Michel Rougerie   | Suzuki        | +1 giro    |       |
| 12   | John Williams     | Suzuki        | +1 giro    |       |
| 13   | Alex George       | Suzuki        | +1 giro    |       |
| 14   | Jack Middelburg   | Suzuki        | +1 giro    |       |
| 15   | Steve Parrish     | Suzuki        | +2 giri    |       |
| 16   | Philippe Coulon   | Suzuki        | +2 giri    |       |
| 17   | Gerhard Vogt      | Yamaha        | +2 giri    |       |
| 18   | Peter Sjöström    | Suzuki        | +3 giri    |       |
| 19   | John Woodley      | Suzuki        | +3 giri    |       |
| 20   | Dick Alblas       | Suzuki        | +3 giri    |       |

### Ritirati
| Pilota            | Moto          | Motivo ritiro            |
| ----------------- | ------------- | ------------------------ |
| Wil Hartog        | Suzuki        | problemi al motore       |
| Graziano Rossi    | Suzuki        | caduta                   |
| Gianfranco Bonera | Suzuki-Cagiva | incidente                |
| Bruno Kneubühler  | Suzuki        | problemi agli pneumatici |
| Roger Marshall    | Suzuki        | problemi agli pneumatici |
| Dennis Ireland    | Suzuki        | problemi agli pneumatici |
| Jack Findlay      | Suzuki        | problemi agli pneumatici |
| Leslie van Breda  | Suzuki        | problemi al motore       |
| Steve Baker       | Suzuki        |                          |
| Boet van Dulmen   | Suzuki        |                          |
| Graham Wood       | Suzuki        |                          |
| Marc Fontan       | Suzuki        |                          |
| Werner Nenning    | Suzuki        |                          |
| Franz Rau         | Suzuki        |                          |
| Ron Haslam        | Yamaha        |                          |
| Dave Potter       | Suzuki        |                          |
| Kevin Stowe       | Suzuki        |                          |
| Max Wiener        | Suzuki        |                          |
| Steve Wright      | Yamaha        |                          |

## Classe 350

### Arrivati al traguardo
| Pos | Pilota             | Moto            | Tempo      | Punti |
| --- | ------------------ | --------------- | ---------- | ----- |
| 1   | Kork Ballington    | Kawasaki        | 44' 43" 57 | 15    |
| 2   | Tom Herron         | Yamaha          | +10" 23    | 12    |
| 3   | Mick Grant         | Kawasaki        | +23" 01    | 10    |
| 4   | Michel Rougerie    | Yamaha          | +52" 43    | 8     |
| 5   | Gianfranco Bonera  | Yamaha          | +59" 09    | 6     |
| 6   | Vic Soussan        | Yamaha          | +59" 76    | 5     |
| 7   | Christian Sarron   | Yamaha          | +59" 85    | 4     |
| 8   | Olivier Chevallier | Yamaha          | +1' 00" 24 | 3     |
| 9   | Leif Gustafsson    | Yamaha          | +1' 00" 74 | 2     |
| 10  | Patrick Pons       | Yamaha          | +1' 30" 23 | 1     |
| 11  | Roland Freymond    | Yamaha          | +1' 31" 27 |       |
| 12  | Paolo Pileri       | Morbidelli      | +1' 31" 48 |       |
| 13  | Clive Padgett      | Yamaha          | +1 giro    |       |
| 14  | Ian Richards       | Yamaha          | +1 giro    |       |
| 15  | Sadao Asami        | Yamaha          | +1 giro    |       |
| 16  | Jack Middelburg    | Yamaha          | +1 giro    |       |
| 17  | Reino Eskelinen    | Yamaha          | +1 giro    |       |
| 18  | Walter Villa       | Harley-Davidson | +1 giro    |       |

### Ritirati
| Pilota            | Moto     | Motivo ritiro      |
| ----------------- | -------- | ------------------ |
| Takazumi Katayama | Yamaha   | grippaggio         |
| Gregg Hansford    | Kawasaki | rottura del telaio |
| Derek Chatterton  | Yamaha   |                    |
| Ray Quincey       | Yamaha   |                    |
| John Williams     | Yamaha   |                    |
| Tony Rutter       | Yamaha   |                    |
| Gianni Rolando    | Yamaha   |                    |
| Dennis Ireland    | Yamaha   |                    |
| John Dodds        | Yamaha   |                    |
| Jon Ekerold       | Yamaha   |                    |
| Michel Frutschi   | Yamaha   |                    |
| Víctor Palomo     | Yamaha   |                    |
| Anton Mang        | Kawasaki |                    |
| Patrick Fernandez | Yamaha   |                    |
| Richard Hubin     | Yamaha   |                    |
| Bruno Kneubühler  | Yamaha   |                    |
| Guy Bertin        | Yamaha   |                    |
| Eero Hyvärinen    | Yamaha   |                    |
| John Newbold      | Yamaha   |                    |
| Carlos Lavado     | Yamaha   |                    |
| Raymond Roche     | Yamaha   |                    |
| Ken Nemoto        | Yamaha   |                    |

## Classe 250

### Arrivati al traguardo
| Pos | Pilota              | Moto     | Tempo      | Punti |
| --- | ------------------- | -------- | ---------- | ----- |
| 1   | Anton Mang          | Kawasaki | 43' 03" 32 | 15    |
| 2   | Tom Herron          | Yamaha   | +0" 19     | 12    |
| 3   | Raymond Roche       | Yamaha   | +23" 45    | 10    |
| 4   | Mick Grant          | Kawasaki | +30" 82    | 8     |
| 5   | Olivier Chevallier  | Yamaha   | +30" 97    | 6     |
| 6   | Hans Müller         | Yamaha   | +31" 48    | 5     |
| 7   | Jean-François Baldé | Kawasaki | +31" 63    | 4     |
| 8   | Patrick Fernandez   | Yamaha   | +31" 78    | 3     |
| 9   | Roland Freymond     | Yamaha   | +59" 41    | 2     |
| 10  | Marc Fontan         | Yamaha   | +59" 63    | 1     |
| 11  | Clive Padgett       | Yamaha   | +1' 10" 30 |       |
| 12  | Vic Soussan         | Yamaha   | +1' 11" 84 |       |
| 13  | Hervé Moineau       | Yamaha   | +1' 13" 67 |       |
| 14  | Greg Johnson        | Yamaha   | +1' 21" 87 |       |
| 15  | Dudley Cramond      | Yamaha   | +1' 31" 36 |       |
| 16  | Reino Eskelinen     | Yamaha   | +1' 34" 76 |       |
| 17  | Sadao Asami         | Yamaha   | +1' 35" 41 |       |
| 18  | Ken Nemoto          | Yamaha   | +1 giro    |       |
| 19  | Harald Bartol       | HBI      | +1 giro    |       |
| 20  | Bernard Murray      | Yamaha   | +1 giro    |       |
| 21  | Yves de Kimpe       | Yamaha   | +1 giro    |       |

### Ritirati
| Pilota              | Moto       | Motivo ritiro      |
| ------------------- | ---------- | ------------------ |
| Kork Ballington     | Kawasaki   | rottura del motore |
| Gregg Hansford      | Kawasaki   | caduta             |
| Mario Lega          | Morbidelli | caduta             |
| Ray Quincey         | Yamaha     |                    |
| Paolo Pileri        | Morbidelli | problemi tecnici   |
| Tony Rutter         | Yamaha     |                    |
| Clive Horton        | Yamaha     |                    |
| Pierluigi Conforti  | Yamaha     |                    |
| John Dodds          | Yamaha     |                    |
| Jon Ekerold         | Morbidelli | problemi tecnici   |
| Dave Hickman        | Yamaha     |                    |
| Pentti Korhonen     | Yamaha     |                    |
| Leif Gustafsson     | Yamaha     |                    |
| Derek Huxley        | Yamaha     |                    |
| Richard Hubin       | Yamaha     |                    |
| Per-Edvard Carlsson | Yamaha     |                    |
| Guy Bertin          | Yamaha     |                    |
| Eero Hyvärinen      | Yamaha     |                    |
| John Williams       | Yamaha     |                    |
| Ian Richards        | Yamaha     |                    |

### Non qualificato
| Pilota       | Moto |
| ------------ | ---- |
| Walter Villa | MBA  |

## Classe 125

### Arrivati al traguardo
| Pos | Pilota                 | Moto       | Tempo      | Punti |
| --- | ---------------------- | ---------- | ---------- | ----- |
| 1   | Ángel Nieto            | Minarelli  | 44' 51" 08 | 15    |
| 2   | Clive Horton           | Morbidelli | +17" 02    | 12    |
| 3   | Eugenio Lazzarini      | MBA        | +21" 20    | 10    |
| 4   | Thierry Espié          | Motobécane | +29" 90    | 8     |
| 5   | Hans Müller            | Morbidelli | +40" 57    | 6     |
| 6   | Stefan Dörflinger      | Morbidelli | +40" 94    | 5     |
| 7   | Per-Edvard Carlsson    | Morbidelli | +45" 37    | 4     |
| 8   | Yves Dupont            | Morbidelli | +1' 01" 91 | 3     |
| 9   | Jean-Louis Guignabodet | Morbidelli | +1' 10" 39 | 2     |
| 10  | Felice Agostini        | Morbidelli | +1' 10" 65 | 1     |
| 11  | Karl Fuchs             | Morbidelli | +1' 44" 40 |       |
| 12  | Cees van Dongen        | Morbidelli | +1 giro    |       |
| 13  | Daniel Meyer           | Morbidelli | +1 giro    |       |
| 14  | Ernst Fagerer          | Morbidelli | +1 giro    |       |
| 15  | Patrick Hérouard       | Morbidelli | +1 giro    |       |
| 16  | Jan Ubels              | Morbidelli | +2 giri    |       |
| 17  | Alain Pellet           | Morbidelli | +2 giri    |       |

### Ritirati
| Pilota             | Moto       | Motivo ritiro |
| ------------------ | ---------- | ------------- |
| Pierluigi Conforti | MBA        |               |
| Harald Bartol      | Morbidelli |               |
| Laurent Gomis      | Morbidelli |               |
| August Auinger     | Morbidelli |               |
| Matti Kinnunen     | Morbidelli |               |
| Jean-Claude Selini | Morbidelli |               |
| Patrick Plisson    | Morbidelli |               |
| Thierry Noblesse   | Morbidelli |               |
| Jan Huberts        | Morbidelli |               |
| John Kernan        | Morbidelli |               |
| Kees van de Ven    | Morbidelli |               |
| Len Carr           | Morbidelli |               |
| Leigh Notman       | Morbidelli |               |
| Benga Johansson    | Morbidelli |               |
| Bennie Wilbers     | Morbidelli |               |
| Gordon Shirtliff   | Yamaha     |               |
| Roy Garnett        | Morbidelli |               |

## Classe sidecar

### Arrivati al traguardo
| Pos | Pilota               | Passeggero     | Moto          | Tempo      | Punti |
| --- | -------------------- | -------------- | ------------- | ---------- | ----- |
| 1   | Alain Michel         | Stuart Collins | Seymaz-Yamaha | 45' 27" 56 | 15    |
| 2   | Rolf Biland          | Williams       | BEO-Yamaha    | +11" 36    | 12    |
| 3   | Jock Taylor          | James Neil     | Windle-Yamaha | +1' 02" 13 | 10    |
| 4   | Bill Hodgkins        | John Parkins   | Windle-Yamaha | +1' 10" 44 | 8     |
| 5   | George O'Dell        | Cliff Holland  | Seymaz-Yamaha | +1' 23" 39 | 6     |
| 6   | Mick Boddice         | Mick Burns     | Yamaha        | +1' 27" 92 | 5     |
| 7   | Jean-François Monnin | Paul Gérard    | Seymaz-Yamaha |            | 4     |
| 8   | Dick Greasley        | Gordon Russell | Busch-Yamaha  | +1 giro    | 3     |
| 9   | Siegfried Schauzu    | Lorenzo Puzo   | Busch-Yamaha  |            | 2     |
| 10  | Göte Brodin          | Billy Gällros  | Windle-Yamaha |            | 1     |